# Serhiivka, Tomakivka
Serhiivka (în ucraineană Сергіївка) este un sat în așezarea urbană Tomakivka din raionul Tomakivka, regiunea Dnipropetrovsk, Ucraina.

## Demografie
Componența lingvistică a localității Serhiivka
     Ucraineană (96,51%)
     Rusă (3,49%)
Conform recensământului din 2001, majoritatea populației localității Serhiivka era vorbitoare de ucraineană (96,51%), existând în minoritate și vorbitori de rusă (3,49%).